# 올렉시 토로흐티
올렉시 파울로비치 토로흐티(우크라이나어: Олексі́й Па́влович Торохті́й, 1986년 5월 22일~)는 우크라이나의 전직 역도 선수이다. 2012년 하계 올림픽에서 헤비급 금메달을 획득했으나 2018년에 도핑 재검사 결과에 따라 도핑이 적발되어 메달이 박탈되었다. 세계 선수권 대회에서 동메달 2개, 유럽 선수권 대회에서 은메달과 동메달을 획득했으며, 은퇴 후에는 우크라이나 역도 연맹 부회장을 지냈다.